# Anton Thuswaldner (Literaturkritiker)
Anton Thuswaldner (* 22. April 1956 in Lienz) ist ein österreichischer Literaturkritiker.

## Leben
Thuswaldner ist der Sohn des gleichnamigen Bildhauers Anton Thuswaldner. Er studierte Germanistik und Geschichte in Salzburg und arbeitet als Kulturredakteur und Herausgeber. Seit 1983 ist er Jurymitglied beim aspekte-Literaturpreis sowie seit 1993 Jurymitglied für den internationalen Literaturpreis Floriana. Darüber hinaus ist er Jurymitglied für den Lyrikpreis Meran.

## Auszeichnungen
- 1996: Österreichischer Staatspreis für Literaturkritik

## Schriften
Autorschaft
- Mit dem Barock fängt alles an – Warum Salzburg ist, wie es ist. Müry-Salzmann-Verlag, Salzburg 2016, ISBN 978-3-99014-134-2
- Die unbekannte Größe. Ein Essay zum literarischen Werk von Ernst Brauner. Wieser Verlag, Klagenfurt 2019, ISBN 978-3-99029-345-4.

Herausgeberschaft
- Als Weihnachten noch Weihnachten war. Residenz Verlag, Salzburg 1986, ISBN 3-7017-0464-3.
- Ewige Kinderzeit. Residenz Verlag, Salzburg 1987, ISBN 3-7017-0509-7.
- Österreichisches Lesebuch. Piper Verlag, München 2000, ISBN 3-492-04216-3.
- Mein Proust-Moment. Was die Erinnerung großer Autorinnen und Autoren zum Blühen bringt. Müry-Salzmann-Verlag, Salzburg 2021, ISBN 978-3-99014-221-9.
- Der Gegenkanon. Bücher, die auf der Strecke bleiben, und solche, die auf der Strecke bleiben sollten. Müry-Salzmann-Verlag, Salzburg 2022, ISBN 978-3-99014-228-8.